# Przełęcz Woliborska
Przełęcz Woliborska (niem. Volpersdorfer Plänel) – przełęcz na wysokości 711 m n.p.m. w Sudetach Środkowych, w Górach Sowich.
Przełęcz położona jest około 3,3 km na północny wschód od granic miejscowości Wolibórz, na obszarze Parku Krajobrazowego Gór Sowich, w południowo-wschodniej części Gór Sowich, po południowo-wschodniej stronie Kalenicy.
Jest to przełęcz górska, stanowiąca wyraźne, dość wąskie, płytko wcięte obniżenie o stromych podejściach i łagodniejszych zboczach, wcinające się w gnejsowe podłoże, między wzniesienia Kobylec (766 m n.p.m.) i Zległe (737 m n.p.m.). Przez przełęcz prowadzi z wieloma ostrymi zakrętami droga wojewódzka nr 384 łącząca Nową Rudę z Bielawą. Droga ta w okresie zimowym jest niebezpieczna i często nieprzejezdna. Otoczenie wokół przełęczy porośnięte jest dolnoreglowym lasem mieszanym, w którego drzewostanie przeważa świerk i buk. Na przełęczy znajduje się parking i wiata turystyczna.

## Szlaki turystyczne
Przez przełęcz prowadzą szlaki turystyczne:
- – fragment Głównego Szlaku Sudeckiego, który prowadzi partią grzbietową przez całe Góry Sowie,
- – odcinek europejskiego długodystansowego szlaku pieszego E3, prowadzący z Wielkiej Sowy do Srebrnej Góry,
- - z Nowej Rudy do Brodziszowa.